# Dragutin Albrecht
 Dragutin Albrecht (1883. – 1945.) bio je diplomirani pravnik, jedan od utemeljitelja HAŠK-a i nogometaš. Kao nogometaš HAŠK-a bio je sudionik prve javne međuklupske nogometne utakmice u Zagrebu. Bio je hrvatski nogometni reprezentativac, te za hrvatsku nogometnu reprezentaciju odigrao prvu povijesnu utakmicu u Pragu 1907. godine. Predsjednik HAŠK-a bio je od 1906. do 1907. godine.